# Гуахаро
Гуахаро (Steatornis caripensis), известен още като пещерен козодой, е нощна прелетна птица, единствен представител на семейство Пещерни козодои (Steatornithidae), който дотолкова се отличава от останалите Козодоеподобни, че някои учени предлагат отделянето му в самостоятелен разред. За разлика от насекомоядните козодои, гуахарото се храни с плодове и е една от малкото птици овладели ориентирането чрез ехолокация в условията на пълен мрак. Обитава пещерите в северната половина на Южна Америка, достигайки на север до Коста Рика и Малките Антили.

## Физическа характеристика
Гуахарото е сравнително едра птица с дължина на тялото до 48 cm и размах на крилете до 91 cm. Приспособен е за кръжащ и маневрен полет в ограничени пространства, летателният му профил е подобен на този на керкенеза и позволява на птицата да се задържа неподвижно във въздуха трептейки само с крайчеца на крилете си. Краката му са малки с криви нокти и служат само за закачване по стените на пещерите. Има мощен закривен клюн с осезателни четинки в ъглите на устата достигащи до 5 cm дължина. Окраската му е червеникаво-кафява с бели петна на крилете, тила и по краищата на опашката. Отдолу е бежов с бели петънца.

## Начин на живот и хранене
Пещерните козодои образуват многочислени колонии (до 15 хил. индивида) в пещерите където гнездят и почиват през деня. Напускат пещерите по здрач в търсене на плодовете на маслената палма и лавровите дървета и малките им сезонни миграции са свързани със зреенето на тези плодове. Намират храната си разчитайки на доброто си обоняние и на отличното си нощно зрение, но в условията на почти пълен мрак и затворено пространство в пещерите се ориентират чрез ехолокация. Биосонарът им обаче не е чак до такава степенен усъвършенстван, както при прилепите - вместо високочестотни писъци издават щракащи звуци от порядъка на 1 до 15 килохерца (обикновено в рамките на 1,5 - 2,5 kHz), доловими за човешкото ухо. Тези звуци се отразяват от стените на пещерата, от различните издатини и препятствия и ехото им се възприема от чувствителния слух на птицата, която предприема съответните маневри за да избегне сблъсъка. Гуахарото издава и силни крясъци когато е разтревожено и оттам идват местните му наименования: Guáchart, исп. - "този, който плаче/оплаква" или Diablotin, фр. – „малък дявол“.

## Размножаване
Гнездото на гуахарото представлява купчина от изпражнения върху скална издатина, обикновено над течаща вода. Снася от 2 до 4 бели яйца, които бързо покафеняват. Гуахарото храни малките си само с богатите на мазнини пулпи на плодовете и те бързо наддават на тегло до веднъж и половина теглото на възрастните. Оттам и латинското наименование на тези птици: Steatornis ще рече „тлъста птица“ и caripensis от областта Карипе, Венецуела, където в прословутата Гуахарова пещера немският естественик Александър фон Хумболт през 1799 г. е първият европеец наблюдавал и описал тези странни птици.

## Допълнителни сведения
Когато пилетата гуахаро надебелеят достатъчно местните индианци влизат в пещерите и въпреки крясъците и атаките на възрастните, събарят гнездата с помощта на дълги пръти и събират изпопадалите пилета заради тлъстините им. Те се изрязват и топят за получаването на чисто масло за факли.